# Оливейра-де-Фрадеш (район)
Оливейра-де-Фрадеш (порт. Oliveira de Frades) — район (фрегезия) в Португалии, входит в округ Визеу. Является составной частью муниципалитета Оливейра-де-Фрадеш. Находится в составе крупной городской агломерации Большое Визеу. По старому административному делению входил в провинцию Бейра-Алта. Входит в экономико-статистический субрегион Дан-Лафойнш, который входит в Центральный регион. Население составляет 2410 человек на 2001 год. Занимает площадь 11,77 км².